# Niżepołe
Niżepołe lub Nižepole (maced. Нижеполе) – wieś w południowej Macedonii Północnej, w pobliżu drugiego co do wielkości miasta tego kraju – Bitoli.
Osada wchodzi w skład gminy Bitola.